# Trypeticus latilabris
Trypeticus latilabris är en skalbaggsart som beskrevs av Kanaar 2003. Trypeticus latilabris ingår i släktet Trypeticus och familjen stumpbaggar. Inga underarter finns listade i Catalogue of Life.